# Reencarnação

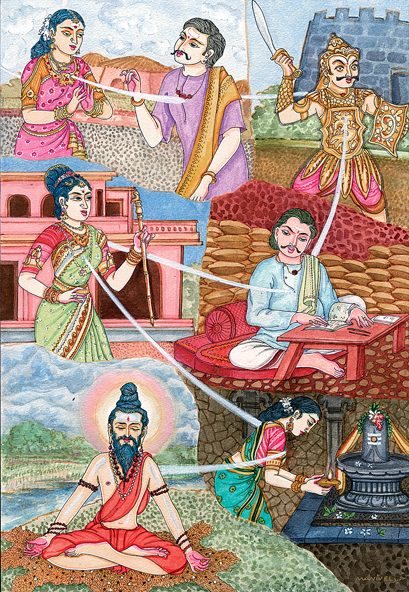
Ilustração de reencarnação em uma arte hindu

Reencarnação, também conhecida como transmigração, metempsicose ou renascimento, é um conceito filosófico ou religioso de que a essência não física de um ser vivo inicia uma nova vida em uma forma física ou corpo diferente após a morte biológica. A reencarnação é um princípio central das religiões indianas (ou seja, Hinduísmo, Budismo, Jainismo e Sikhismo) e muitas variedades de Paganismo, embora existam grupos que não acreditam na reencarnação, em vez disso, acreditam na vida após a morte. De várias formas, aparece como uma crença esotérica em muitas correntes do judaísmo em diferentes aspectos e em algumas crenças dos povos indígenas das Américas. A crença no renascimento/metempsicose era sustentada por figuras históricas gregas, como Pitágoras, Sócrates e Platão, bem como em várias religiões modernas.
Embora a maioria das denominações dentro das religiões abraâmicas não acredite que os indivíduos reencarnem, grupos específicos dentro dessas religiões se referem à reencarnação; esses grupos incluem os principais seguidores históricos e contemporâneos de cátaros, alauitas, drusos, chassídicos, cabalistas e os rosacruzes.
No Ocidente, Heródoto menciona o conceito como sendo de origem egípcia, sendo que nessa concepção a reencarnação se dava instantaneamente após a morte, passando a alma para uma criatura que estava nascendo (que poderia ser da terra, da água ou do ar), percorrendo todas as criaturas em um ciclo de três mil anos.

## Características
A reencarnação é um dos pontos fundamentais de religiões do Egito Antigo, das religiões indianas (apesar de não todos os grupos) como hinduísmo, do budismo (para mais detalhes, ver renascimento), do jainismo, do siquismo, do culto de tradição aos orixás (Òrìsà), de várias tradições indígenas, do vodum, da Cabala judaica, do druzismo, do rosacrucianismo, do espiritismo e suas dissidências, da Teosofia, da Wicca, do Eckankar, da cientologia, da filosofia pitagórica, da filosofia socrática-platônica, etc. Existem vertentes místicas do cristianismo como, por exemplo, o cristianismo esotérico, que também admitem a reencarnação. A crença na reencarnação também tornou-se parte da cultura popular ocidental, com amplo interesse recente nela, e sua representação é frequente no cinema, além de outras representações em muitas obras contemporâneas que a mencionam.

### Definições conceituais
A palavra "reencarnação" deriva do latim, que significa literalmente "entrar na carne novamente". O equivalente grego metempsicose (μετεμψύχωσις) deriva de meta (mudança) e empsykhoun (colocar uma alma em), um termo atribuído a Pitágoras. Um termo alternativo é transmigração, implicando a migração de uma vida (corpo) para outra. Reencarnação refere-se à crença de que um aspecto de todo ser humano (ou todos os seres vivos em algumas culturas) continua a existir após a morte e que esse aspecto, podendo ser a alma, mente ou consciência, ou algo transcendente, renasce em um ciclo de existência interconectado; a crença na transmigração varia de acordo com a cultura e é vista na forma de um ser humano recém-nascido, ou animal, ou planta, ou espírito, ou como um ser em algum outro reino não humano da existência. O termo também foi usado por filósofos modernos como Kurt Gödel, com outro significado. Outro termo grego às vezes usado como sinônimo é palingênese, "nascer de novo".
O renascimento é um conceito-chave encontrado nas principais religiões indianas e discutido com vários termos. Punarjanman (sânscrito: पुनर्जन्मन्) significa "renascimento, transmigração". A reencarnação é discutida nos antigos textos sânscritos do hinduísmo, budismo e jainismo, com muitos termos alternativos, como punarāvṛtti (पुनरावृत्ति), punarājāti (पुनराजाति), punarjīvātu (पुनर्जीवा), punarbhava (,र्जीवाजीव), punarbhava gati (आगति-गति, comum no texto páli budista), nibbattin (निब्बत्तिन्), upapatti (उपपत्ति) e uppajjana (उप्पज्जन). Essas religiões acreditam que essa reencarnação é cíclica e um infinito Saāsāra, a menos que se obtenha iluminações espirituais que terminem esse ciclo, levando à libertação. O conceito de reencarnação é considerado nas religiões indianas como um passo que inicia cada "ciclo de existência à deriva, errante ou mundano", mas que é uma oportunidade de buscar a libertação espiritual através da vida ética e variedade de práticas meditativas, iógicas (marga) ou outras práticas espirituais. Eles consideram a liberação do ciclo de reencarnações como o objetivo espiritual supremo, e chamam a libertação por termos como moksha, nirvana, mukti e kivali. No entanto, as tradições budista, hindu e jainista diferiram, desde os tempos antigos, em suas suposições e em seus detalhes sobre o que reencarna, como ocorre o renascimento e o que leva à libertação.

## Origens
As origens da noção de reencarnação são obscuras. A discussão sobre o assunto aparece nas tradições filosóficas da Índia. Os pré-socráticos gregos discutiram a reencarnação, e também é relatado que os druidas celtas ensinaram uma doutrina da reencarnação.

### Hinduísmo, jainismo e budismo iniciais
A ideia de reencarnação, saṃsāra, não existia nas primeiras religiões védicas. A ideia de reencarnação tem raízes nas Upanixades do período védico tardio (c. 1100 – c. 500 a.C.), anteriores ao Buda e ao Mahavira. Os conceitos do ciclo de nascimento e morte, samsara e libertação derivam em parte de tradições ascéticas que surgiram na Índia por volta do meio do primeiro milênio AEC. Embora nenhuma evidência direta disso tenha sido encontrada, as tribos do vale do Ganges ou as tradições dravidianas do sul da Índia foram propostas como outra fonte inicial de crenças de reencarnação.
Os primeiros Vedas não mencionam a doutrina do Karma e do renascimento, mas mencionam a crença na vida após a morte. É nas primeiras Upanishads, que são pré-Buda e pré-Mahavira, em que essas ideias são desenvolvidas e descritas de maneira geral. Descrições detalhadas aparecem pela primeira vez em meados do primeiro milênio a.C. em diversas tradições, incluindo budismo, jainismo e várias escolas de filosofia hindu, cada uma das quais deu uma expressão única ao princípio geral.
Os textos do antigo jainismo que sobreviveram à era moderna são pós-Mahavira, provavelmente dos últimos séculos do primeiro milênio a.C., e mencionam extensivamente as doutrinas do renascimento e do carma. A filosofia jaina assume que a alma (Jiva no jainismo, Atman no hinduísmo) existe e é eterna, passando por ciclos de transmigração e renascimento. Após a morte, afirma-se nos primeiros textos jainas que a reencarnação em um novo corpo é instantânea. Dependendo do carma acumulado, o renascimento ocorre em uma forma corporal superior ou inferior, no céu, no inferno ou no reino terrestre. Nenhuma forma corporal é permanente: todos morrem e reencarnam ainda mais. A libertação (kevalya) da reencarnação é possível, no entanto, removendo e terminando as acumulações cármicas na alma. Desde os primeiros estágios do jainismo, um ser humano era considerado o mais elevado ser mortal, com potencial para alcançar a libertação, principalmente através do ascetismo.

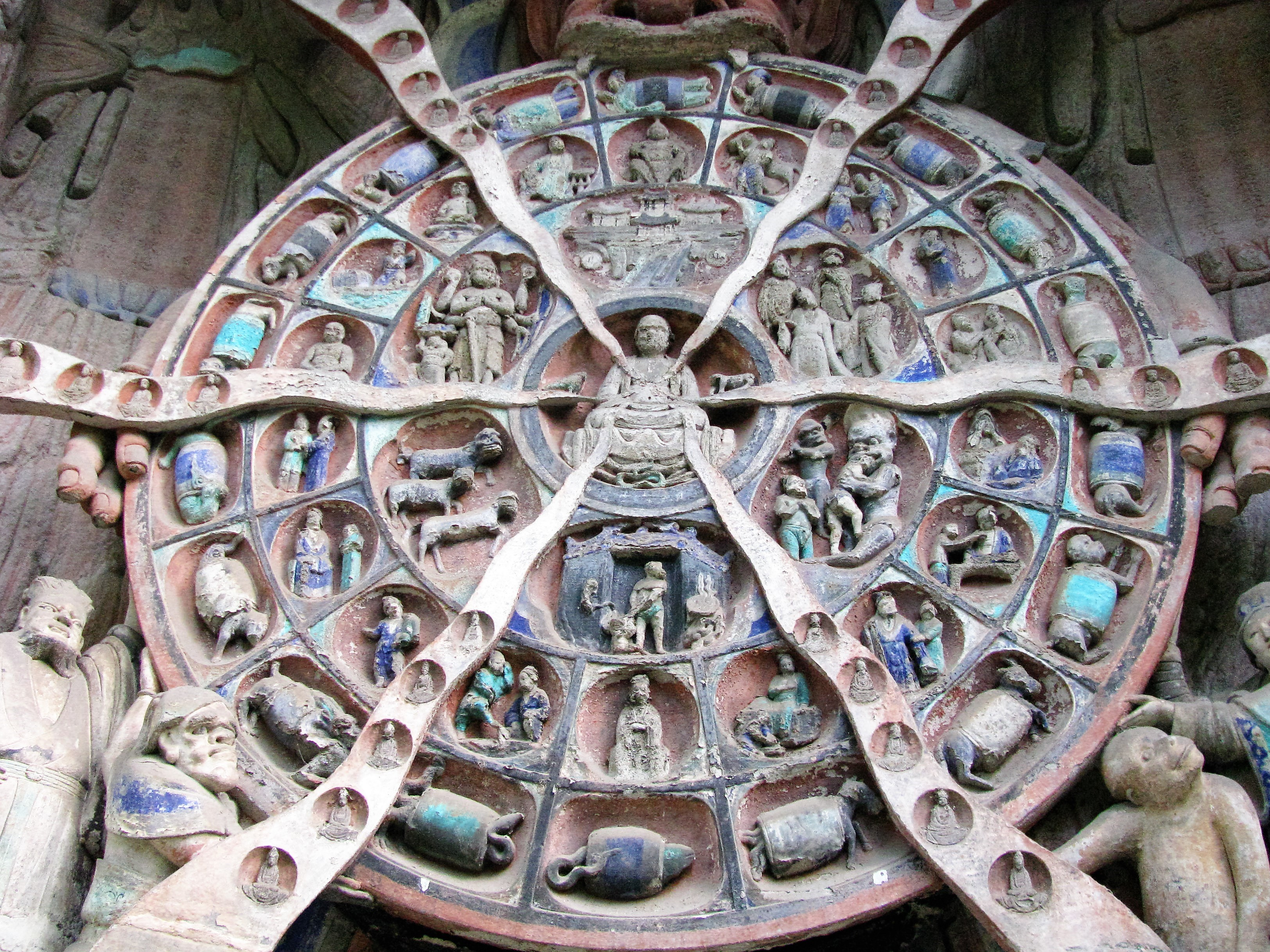
Relevo budista de 8m, feito entre 1177 e 1249, Mara, Senhor da Morte e Desejo, agarra uma Roda da Reencarnação que descreve o ciclo budista.

Os primeiros textos budistas discutem o renascimento como parte da doutrina de Saṃsāra. Esta afirma que a natureza da existência é um "ciclo da vida carregado de sofrimento, morte e renascimento, sem começo nem fim". Também chamada de roda da existência (Bhavacakra), é frequentemente mencionada nos textos budistas com o termo punarbhava (renascimento, re-devir). A libertação deste ciclo de existência, o Nirvana, é o fundamento e o objetivo mais importante do budismo. Os textos budistas também afirmam que uma pessoa iluminada conhece seus nascimentos anteriores, um conhecimento alcançado através de altos níveis de concentração meditativa. O budismo maaiana e tibetano posteriores elaboram a filosofia da reencarnação em diversas escolas e tradições com interpretações diferentes, por exemplo discutindo a morte, bardo (um estado intermediário) e renascimento em textos como o Livro dos Mortos Tibetano. Enquanto o Nirvana é ensinado como o objetivo final no budismo theravadin e é essencial para o budismo mahayana, a grande maioria dos budistas leigos contemporâneos se concentra em acumular bom karma e adquirir mérito para alcançar uma melhor reencarnação na próxima vida.
Nas tradições budistas primitivas, a cosmologia de Saṃsāra consistia em cinco reinos pelos quais a roda da existência circulava. Isso incluía infernos (niraya), fantasmas famintos (pretas), animais (tiryak), humanos (manushya) e deuses (devas, celestiais). Nas últimas tradições budistas, essa lista cresceu para uma lista de seis reinos de renascimento, acrescentando semideuses (asuras).

#### Fundamentação
As primeiras camadas do texto védico incorporam o conceito de vida, seguido de uma vida após a morte no céu e no inferno, baseada em virtudes cumulativas (mérito) ou vícios (demérito). No entanto, os antigos rishis védicos desafiaram essa ideia de vida após a morte como simplista, porque as pessoas não vivem vidas igualmente morais ou imorais. Entre vidas geralmente virtuosas, algumas são mais virtuosas; enquanto o mal também tem graus, e os textos afirmam que seria injusto que as pessoas, com graus variados de virtude ou vícios, terminassem no céu ou no inferno, "ou um, ou outro" e de maneira desproporcional, independentemente de quão virtuosas ou cruéis suas vidas foram. Eles introduziram a ideia de uma vida após a morte no céu ou no inferno, proporcionalmente ao mérito da pessoa.

#### Comparação
Os primeiros textos do hinduísmo, budismo e jainismo compartilham os conceitos e terminologia relacionados à reencarnação. Eles também enfatizam práticas virtuosas semelhantes e karmas como necessários para a libertação e o que influencia os renascimentos futuros. Por exemplo, os três discutem várias virtudes – às vezes agrupadas como Yamas e Niyamas – como não violência, veracidade, não roubar, não possessividade, compaixão por todos os seres vivos, caridade e muitas outras.
Hinduísmo, budismo e jainismo discordam em suas suposições e teorias sobre o renascimento. O hinduísmo baseia-se em sua suposição fundamental de que há um self permanente e imutável, "a alma, o Eu existe" (Atman, attā), em contraste com a suposição budista de que não há um self ou ego permanente (Anatta, anatman). As tradições hindus consideram a alma a essência eterna imutável de um ser vivo e aquilo que viaja através das reencarnações até atingir o autoconhecimento. O budismo, em contraste, afirma uma teoria do renascimento sem um eu permanente, mas que ocorre uma transmissão e continuidade dos agregados mentais passageiros ao longo das vidas, considerando um processo de realização do nirvana (nibbana). Assim, o budismo e o hinduísmo iniciais têm uma visão muito diferente sobre a existência do eu ou alma absoluta, o que afeta os detalhes de suas respectivas teorias do renascimento.
A doutrina da reencarnação no jainismo difere da do budismo, embora ambas sejam tradições sramana não-teístas. O jainismo, em contraste com o budismo, aceita a suposição fundamental de que a alma existe (Jiva) e afirma que essa alma está envolvida no mecanismo do renascimento. Além disso, o jainismo considera o ascetismo como um importante meio de libertação espiritual que encerra toda reencarnação, enquanto o budismo não.

### Grécia Antiga

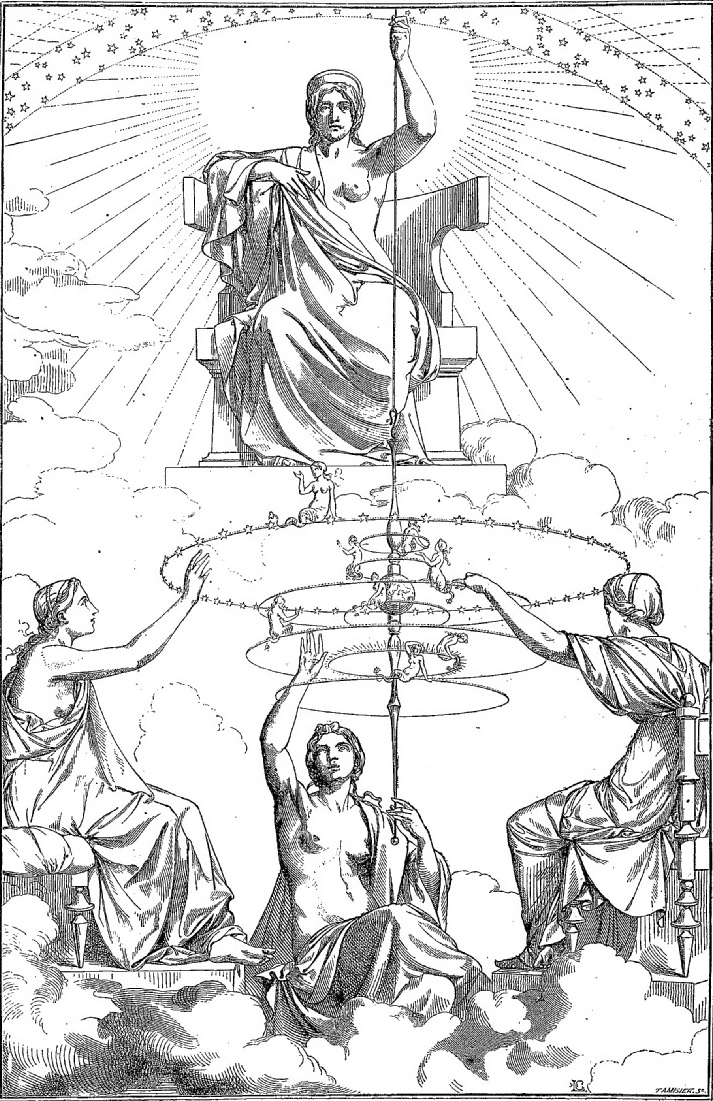
"Le Fuseau de la Necessité" (1857), por Chevignard. Ilustração moderna de Ananque encabeçando o Fuso da Necessidade, com os círculos das sortes regidos pelas Moiras. Representa o local da descrição do Mito de Er em que as almas são guiadas para a escolha das vidas e destino antes da encarnação, conforme A República. Platão foi um dos principais divulgadores da reencarnação e enfocou este tema principalmente nesse diálogo, além do Mênon, Fédon, Fedro.

A discussão do conceito no início da Grécia remonta ao século VI a. C. Um pensador grego conhecido por ter considerado o renascimento é Ferécides de Siro (fl. 540 A. E. C.). Seu contemporâneo mais jovem Pitágoras (c. 570 – c. 495 A. E. C.), primeiro expoente da reencarnação famoso, instituiu sociedades para sua difusão. Algumas autoridades acreditam que Pitágoras era aluno de Ferécides, outras que Pitágoras adotou a ideia de reencarnação da doutrina do orfismo, uma religião trácia, ou trouxe os ensinamentos da Índia. Há apontamentos para alegações de reencarnação em Epimênides de Creta (século VI a. C.) que teriam antecedido o sistema órfico-pitagórico.

Outro conhecido expositor de uma doutrina de transmigração foi Empédocles, em cujos fragmentos se encontra essas afirmações: "Porque um dia fui menino e menina, arbusto e pássaro e mudo peixe do mar" e: 
Há um decreto da Necessidade, ratificado há muito tempo por deuses, eterno e selado por amplos juramentos, de que sempre que alguém em erro, por medo, contamina seus próprios membros, tendo por seu erro tornado falso o juramento que fez - daemones (espíritos humanos) a quem a longa vida é atribuída por lote - ele se afasta dos abençoados por três vezes incontáveis anos, nascendo o tempo todo como todo tipo de formas mortais, trocando um modo de vida difícil por outro. Porque a força do ar o persegue no mar, e o mar o cospe na superfície da terra, a terra o lança nos raios do sol escaldante, e o sol nos turbilhões do ar; um o tira do outro, e todos o abominam. Agora eu também sou um deles, um exilado dos deuses e um andarilho, tendo confiado em delirante Contenda/Discórdia/Ódio (Neikos). 
Platão (428/427-348/347 A. E. C.) apresentou relatos de reencarnação em suas obras, particularmente o Mito de Er. Em Fédon, Platão traz seu professor Sócrates, antes de sua morte, declarando: "Estou confiante de que realmente existe algo como viver de novo e que os vivos nascem dos mortos". No entanto, Xenofonte não menciona Sócrates como acreditando na reencarnação e Platão pode ter sistematizado o pensamento de Sócrates com conceitos que ele tirou diretamente do pitagorismo ou do orfismo.

### Antiguidade Clássica
A religião órfica, que ensinava a reencarnação, por volta do século VI a. C. organizou-se em escolas de mistério em Elêusis e em outros lugares, e produziu uma abundante literatura. Diz-se que Orfeu, seu lendário fundador, ensinou que a alma imortal aspira à liberdade enquanto o corpo a mantém prisioneira. A roda do nascimento gira, a alma alterna entre liberdade e cativeiro em volta do amplo círculo da necessidade. Orfeu proclamou a necessidade da graça dos deuses, em particular Dionísio, e da autopurificação até que a alma complete a ascensão espiral do destino para viver para sempre.
Uma associação entre a filosofia pitagórica e a reencarnação era rotineiramente aceita em toda a antiguidade. Na República, Platão faz com que Sócrates conte como Er, filho de Armênio, milagrosamente voltou à vida no décimo segundo dia após a morte e contou os segredos do outro mundo. Existem mitos e teorias com o mesmo efeito em outros diálogos, na alegoria da biga do Fedro, no Meno, Timeu e Leis. A alma, uma vez separada do corpo, passa uma quantidade indeterminada de tempo na "terra da forma" (veja A Alegoria da Caverna na República) e depois assume outro corpo.

Um dos substratos mais antigos dos relatos sobre Pitágoras é a tradição de contar as várias vidas de sua alma, como forma de exemplificar a doutrina da transmigração. Diógenes Laércio atribui ao platonista Heráclides Pôntico uma dessas histórias de paligenesia:
"Heraclides Pôntico nos conta o que Pitágoras costumava dizer sobre si mesmo: que ele tinha sido Etalides e era considerado filho de Hermes. O próprio Hermes disse-lhe que poderia escolher qualquer presente que quisesse, exceto a imortalidade. Por isso, ele pediu para reter por toda a vida e através da morte uma memória de suas experiências. Portanto, em vida ele podia se lembrar de tudo, e quando morreu ainda guardava as mesmas memórias. Depois, com o passar do tempo, sua alma entrou em [o corpo de] Euforbo e ele foi ferido por Menelau. Euforbo costumava dizer que um dia ele tinha sido Etalides e obteve este dom de Hermes, e então ele contou sobre as andanças de sua alma, como ela transmigrou, a quantas plantas e animais ela veio, e tudo o que passou no Hades. Quando Euforbo morreu, sua alma passou para Hermótimo, e ele também, querendo autenticar a história, subiu ao templo de Apolo em Branquidas, onde identificou o escudo que Menelau dedicou a Apolo."
Outro fragmento de Heráclides, preservado por Cícero, diz:
"Pitágoras foi o primeiro a chamar-se "filósofo". Ele não apenas empregou uma palavra nova, mas nos ensinou uma doutrina original. Ele veio a Flios, conversou longamente com Léon, o tirano, o qual, admirando sua inteligência e eloquência, perguntou-lhe qual arte mais lhe agradava. Mas Pitágoras respondeu-lhe que nada sabia de arte, que era "filósofo". Admirando-se da novidade da palavra, Léon perguntou-lhe quais eram os filósofos e o que os distinguia dos outros homens. Pitágoras respondeu que nossa passagem por esta vida se assemelha à multidão que se encontra nas panegírias. Alguns vão a elas pela glória que sua força física lhes vale; outros, para o ganho proveniente da troca de mercadorias; e há um terceiro tipo de homens que vão para ver os lugares, as obras de arte, as façanhas e os discursos virtuosos que são pronunciados costumeiramente nas panegírias. Nós, da mesma forma, assim como se vai de uma cidade para um outro mercado, nós partimos de uma outra vida e de uma outra natureza para esta daqui; e uns são escravos da glória, outros da riqueza. Entretanto, poucos são aqueles cujo quinhão recebido é contemplação das coisas mais belas, e são esses os que são chamados "filósofos", mas não "sábios" (sophoí), pois homem algum é tão sábio quanto Deus."
Na literatura grega posterior, a doutrina é mencionada em um fragmento de Menandro e satirizada por Luciano. Na literatura romana, é encontrada tão cedo quanto Ênio, que, em uma passagem perdida de seus anais, contou como havia visto Homero em um sonho, que lhe assegurara que a mesma alma que animara os dois poetas já pertenceram a um pavão. Pérsio em suas sátiras (vi. 9) ri disso, também é referida por Lucrécio e Horácio.
Virgílio elabora a ideia em seu relato do submundo no sexto livro da Eneida. Persiste até os pensadores clássicos tardios, Plotino e os outros neoplatonistas. Na Hermética, uma série greco-egípcia de escritos sobre cosmologia e espiritualidade atribuídos a Hermes Trismegisto/Thoth, a doutrina da reencarnação é central.
No pensamento greco-romano, o conceito de metempsicose desapareceu com a ascensão do cristianismo primitivo, devido a alegações de incompatibilidade da reencarnação com a doutrina central cristã da salvação dos fiéis após a morte. Foi sugerido que alguns dos Pais da Igreja primitiva, especialmente Orígenes, ainda acreditavam na possibilidade de reencarnação, mas as evidências são tênues, e os escritos de Orígenes conforme chegaram até nós falam explicitamente contra ela.
Algumas primeiras seitas gnósticas cristãs professavam reencarnação. Os Setianos e seguidores de Valentim acreditaram nela. Os seguidores de Bardesanes da Mesopotâmia, uma seita do século II considerada herética pela Igreja Católica, recorreram à astrologia caldeia, à qual o filho de Bardesanes, Harmônio, educado em Atenas, acrescentou ideias gregas, incluindo uma espécie de metempsicose. Outro desses professores foi Basilides (132– EC/AD), conhecido por nós através das críticas de Irineu e do trabalho de Clemente de Alexandria (ver também Neoplatonismo e Gnosticismo e Budismo e Gnosticismo).
No terceiro século cristão, o maniqueísmo se espalhou para leste e oeste da Babilônia, depois dentro do Império Sassânida, onde seu fundador, Mani, viveu entre 216 e 276. Os mosteiros maniqueístas existiam em Roma em 312 d. C. Observando as primeiras viagens de Mani ao Império Kushan e outras influências budistas no maniqueísmo, Richard Foltz atribui os ensinamentos de reencarnação de Mani à influência budista. Contudo, a interrelação entre maniqueísmo, orfismo, gnosticismo e neoplatonismo está longe de ser clara.

### Paganismo celta
No século I a. C., Diodoro Sículo, possivelmente citando escritos de Alexandre Cornélio Polihistor ou Posidônio, relatou: 
"A doutrina pitagórica prevalece entre os ensinamentos dos gauleses de que as almas dos homens são imortais e que, após um número fixo de anos, elas entrarão em outro corpo para iniciar uma nova vida. Por conta dessa crença, algumas pessoas jogam cartas sobre piras funerárias de modo que os mortos possam lê-las."
Júlio César registrou que os druidas da Gália, Grã-Bretanha e Irlanda tinham a metempsicose como uma de suas principais doutrinas:
O ponto principal da doutrina deles é que a alma não morre e que após a morte passa de um corpo para outro... o principal objetivo de toda a educação é, na opinião deles, imbuir os estudiosos de uma firme crença na indestrutibilidade da alma humana, que, de acordo com sua crença, apenas passa na morte de uma habitação para outra; pois somente por essa doutrina, dizem eles, que rouba todos os seus terrores à morte, pode ser desenvolvida a forma mais elevada de coragem humana.

### Paganismo germânico
Os textos sobreviventes indicam que havia uma crença no renascimento no paganismo germânico. Exemplos incluem figuras de poesia eddica e sagas, potencialmente por meio de um processo de nomeação e/ou através da linhagem familiar. Os estudiosos discutiram as implicações desses atestados e propuseram teorias sobre a crença na reencarnação entre os povos germânicos antes da cristianização e, potencialmente, até certo ponto, na crença popular depois dela.

### Judaísmo
A crença na reencarnação dentre as primeiras existiu entre os místicos judeus na Idade Média, em meio aos quais foram dadas explicações diferentes sobre a vida após a morte, embora com uma crença universal em uma alma imortal. Hoje, a reencarnação é uma crença esotérica dentro de muitas correntes do judaísmo moderno. A Cabala ensina uma crença na gilgul, transmigração das almas e, portanto, a crença na reencarnação é universal no judaísmo chassídico, que considera a Cabalá como sagrada e saber de autoridade, e também é considerada uma crença esotérica no judaísmo ortodoxo moderno. No judaísmo, o Zohar, publicado pela primeira vez no século XIII, discute longamente a reencarnação, especialmente na parte da Torá "Balaque". O trabalho cabalístico mais abrangente sobre reencarnação, Shaar HaGilgulim, foi escrito por Chaim Vital, baseado nos ensinamentos de seu mentor, o cabalista do século XVI Isaac Luria, que, segundo se dizia, conhecia as vidas passadas de cada pessoa através suas habilidades semi-proféticas. O mestre sábio e cabalista lituano do século XVIII, Elias de Vilna, conhecido como Vilna Gaon, escreveu um comentário sobre o livro bíblico de Jonas como uma alegoria de reencarnação.
A prática da conversão ao judaísmo às vezes é entendida no judaísmo ortodoxo em termos de reencarnação. De acordo com essa escola de pensamento no judaísmo, quando os não judeus são atraídos pelo judaísmo, é porque eles eram judeus em uma vida anterior. Tais almas podem "vagar entre nações" por várias vidas, até encontrarem o caminho de volta ao judaísmo, inclusive ao se verem nascidas em uma família gentia com um ancestral judeu "perdido".
Existe uma extensa literatura de folclore judaico e histórias tradicionais que se referem à reencarnação.

### Idade Média europeia
Por volta do século XI a XII na Europa, vários movimentos reencarnacionistas foram perseguidos como heresias, através do estabelecimento da Inquisição no oeste latino. Estes incluíam a igreja cátara, paterena ou albigense da Europa Ocidental, o movimento pauliciano que surgiu na Armênia e os bogomilos na Bulgária.
Seitas cristãs como os bogomilos e os cátaros, que professavam reencarnação segundo crenças gnósticas, eram chamadas de "maniqueístas" e hoje são, às vezes, descritas por estudiosos como "neomaniqueístas". Como não há mitologia ou terminologia maniqueísta conhecida nos escritos desses grupos, houve alguma disputa entre os historiadores sobre se esses grupos eram realmente descendentes do maniqueísmo.

### Séculos XV a XVIII, até início do século XIX na Europa
O ambiente de ampla divulgação classicista na Europa do século XV, através das ideias platônicas e pitagóricas de metempsicose, associadas às obras herméticas e cabalísticas, fermentou no Renascimento a ideia da reencarnação e transmigração das almas por neoplatonistas como Marsilio Ficino e Isaac Abarbanel.
Giordano Bruno também elaborou um sistema de metempsicose. Nos séculos XVI e XVII, a chamada "palingenesia" (do grego, paliggenesía; palín = de novo, genesia = nascer) era considerada uma doutrina científica entre os paracelsianos e alquimistas, mas ela assumia o caráter daquilo que eles acreditavam ser a reconstituição corpórea da alma a partir de reações químicas (vegetações metálicas cristalizadas que se assemelhavam a plantas, como a Árvore de Diana, ou outras reações como a serpente de faraó), não significando a reencarnação tal qual entendida hoje. Posteriormente no século XVII, a influência renascentista neoplatônica e mística propagou a doutrina da transmigração entre os platonistas de Cambridge, como se encontra, por exemplo, pela condessa Anne Conway e em Francisco van Helmont, com os quais Leibniz era familiar. Anne Conway considerava, em sua obra de 1690, que, através de encarnações sucessivas, animais como o cavalo poderiam alcançar o estado de ser humano:
"Seria então um cavalo uma mera maquinação ou uma matéria morta? ou ele tem um espírito nele, tendo conhecimento, sentido e amor, e diversas outras faculdades e propriedades de um espírito? Se ele tem, o que não pode ser negado, o que acontece com este espírito quando o cavalo morre? Se é dito que passa à vida e assume outro corpo de um cavalo, de forma que ele se torna um cavalo como antes, tal cavalo será mais forte e justo, e de um espírito mais excelente que antes. Muito bem! Mas se ele morrer, duas, três ou quatro vezes, etc; deverá ele permanecer sempre um cavalo, mesmo que seja ainda melhor e mais excelente, em quanto mais o seu espírito se revolve? Agora eu pergunto, se o espírito de um cavalo tem nele uma tal perfeição infinita, de que um cavalo possa sempre se tornar melhor e melhor ad infinitum, e ainda assim permanecer um cavalo? ... É, portanto, a natureza de um homem distante da natureza de um cavalo, por um grau infinito ou apenas por um finito? Se por um finito, então certamente um cavalo poderá em algum momento do tempo ser em alguma medida transformado em um homem, quero dizer, quanto ao seu espírito".
Outros intelectuais europeus dos séculos XVII e XVIII também questionavam as doutrinas cristãs sobre a alma e tiveram interesse em investigar o tema da metempsicose, dentre eles John Locke e Voltaire. Este último zombava as doutrinas católicas e demonstrava preferência pela metempsicose indiana, afirmando que "há neste antigo sistema espírito e equidade" e que ela não era "nem absurda, nem inútil"; desde 1756 em seu Ensaio sobre os costumes e o espírito das nações, ele afirmava que tal crença prevenia más ações e violência. Os jesuítas estavam atentos a essa tendência de questionamento e seus missionários já sabiam que esse conceito era predominante em toda a Ásia. Uma obra chamada Punarjanmākṣepa ("Refutação do Renascimento"), atribuída a Roberto de Nobili (1577–1656), foi veiculada na Índia pelas missões para argumentar contra a reencarnação. A obra se demonstrou importante aos jesuítas até o século seguinte, pois foi requisitada a sua tradução em sânscrito, conforme uma carta de 1735, e há versões sobreviventes em telugu, canarês e tâmil.
Com o avanço da astronomia, em busca de um plano divino para os outros planetas, uma palingenesia cósmica começou a ser esboçada, à semelhança das noções gregas de que a alma transmigrava em diferentes mundos, vista por exemplo nas sugestões de Christiaan Huygens em Kosmotheoros (1698) e posteriormente adotada por Louis-Sébastien Mercier em Songes et Visions Philosophiques (1768) e popularizada pelo discípulo de Kant Johann Gottfried Herder.

Em meados do século XVIII, o biólogo e filósofo suíço Charles Bonnet, influenciado pelas ideias de Leibniz como harmonia pré-estabelecida, melhor dos universos possíveis e teodiceia, desenvolveu uma teoria reencarnatória de evolução das almas do tipo pré-formacionista, a qual ele se referiu como palingenesia e foi exposta em Palingénesie philosophie (1769); segundo ele, nenhuma vida era perdida e evoluía transmigrando ao longo da cadeia dos seres num progressivismo teleológico: "nada é perdido nos imensos celeiros da natureza; tudo nela tem seu uso, seu objetivo e o melhor fim possível".
"Uma palavra desta página também nos contará nossa própria história e desenvolverá o porquê e o como dessas calamidades, dessas provas, dessas privações que frequentemente exercitam aqui a paciência dos justos, purificam sua alma, aprimoram suas virtudes, abalando e subjugando as fraquezas. Depois de atingir esse nível mais alto de conhecimento, a origem do mal físico e moral não mais nos embaraçará: nós os consideraremos distintamente em sua força e em seus efeitos mais distantes; e reconheceremos com evidência que tudo que Deus havia feito era bom"
Suas ideias influenciaram Joseph de Maistre e Pierre-Simon Ballanche, e a partir deste último foram passadas aos saint-simonianos Pierre Leroux e Jean Reynaud. Ballanche propôs uma "paligenesia social", em que não eram as almas individuais que renasciam, mas o coletivo da humanidade ao longo da história. Já Leroux e Reynaud divulgavam a transmigração individual, apoiando nela os ideais reformistas de progresso social, pois consideraram que a palingenesia individual e coletiva serviria de guia moral e social que promovesse o igualitarismo e a solidariedade, difundindo uma regeneração espiritual em substituição aos dogmas de punição eterna dos sistemas religiosos vigentes. Leroux defendia que a transmigração de vidas sucessivas ocorria na Terra apenas entre seres humanos e que a memória individual desapareciam de uma para outra, enquanto Reynaud considerava que todas as formas de vida evoluíam e que a alma acumulava experiência de aprendizado em vidas passadas. Este último popularizou a metempsicose individual como sendo encontrada no druidismo e se tornou um fundador das ideias de reencarnação e renascença céltica neo-druídica na França na primeira metade do século XIX.
"Assim, a alma que passa de uma jornada para outra, deixando seu primeiro corpo para um novo corpo, mudando constantemente sua residência e seu interior, segue sob os raios do Criador, de transmigração à transmigração e metamorfose à metamorfose, o curso palingenético da seu destino eterno ... O nascimento não é um começo, é apenas uma mudança de corpo" – «Ciel» (Céu). Entrada da Encyclopédie nouvelle, vol. 3 (1841) por Jean Reynaud.
Reynaud impactou sobre Jules Michelet e diversos pensadores e escritores românticos de seu tempo. Charles Fourier foi outro que também desenvolveu uma doutrina de metempsicose, mas não foi tão difundida para além de seu círculo interno de discípulos. Outra frente de difusão de ideias reencarnacionistas surgiu com a influência do orientalismo indianista, através da popularização inaugural de traduções de textos como o Bhagavad Gita e Ramayana, que atraíram a atenção de pensadores europeus para a doutrina na Alemanha entre os poetas de Weimar, como Herder, Goethe e Schiller; de William Jones, na Inglaterra; e que também se espalhou amplamente na França. Benjamin Franklin pareceu sustentar uma visão pessoal de reencarnação em 1785: "Digo que, quando não vejo nada aniquilado e nem sequer uma gota de água desperdiçada, não posso suspeitar da aniquilação de almas ou acreditar que Ele [Deus] padeça do desperdício diário de milhões de mentes prontas que agora existem, e que se ponha ao problema contínuo de fazer outras novas. Assim, encontrando-me a existir no mundo, acredito que, de uma forma ou de outra, sempre existirei; e com todos os inconvenientes aos quais a vida humana está sujeita, não me oponho a uma nova edição minha; no entanto, que a errata da última possa ser corrigida".

### Séculos XIX a XX

A Roda do Mundo (1940), por Jean Delville aos seus 74 anos de idade. Representa alegoricamente as crenças espiritualistas e teosóficas do pintor na reencarnação e no carma, indicando um ciclo de evolução de almas a partir de condições carnais para as mais espirituais, no nível superior da roda.

No século XIX, os filósofos Schopenhauer e Nietzsche puderam acessar as escrituras indianas para discutir a doutrina da reencarnação, que se recomendou aos transcendentalistas americanos Henry David Thoreau, Walt Whitman e Ralph Waldo Emerson e foi adaptada por Francis Bowen na Metempsicose Cristã. O espiritismo também contribuiu à difusão da crença, atribuindo-a aos ensinos dos espíritos (ver abaixo). Camille Flammarion, inspirado no espiritualismo e na noção de pluralidade de mundos e da paligenesia cósmica de Humphry Davy (que expôs sua visão de série de encarnações no seu livro de 1830 Os Últimos Dias de um Filósofo), também popularizou a ideia em seus romances de divulgação da astronomia, como o Lumen.
No início do século XX, o interesse pela reencarnação havia sido introduzido na disciplina nascente da psicologia, em grande parte devido à influência de William James, que levantou aspectos da filosofia da mente, religião comparada, psicologia da experiência religiosa e a natureza do empirismo. James foi influente na fundação da Sociedade Americana de Pesquisa Psíquica (ASPR) na cidade de Nova York em 1885, três anos após a inauguração da Sociedade Britânica de Pesquisa Psíquica (SPR) em Londres, levando à investigação crítica sistemática de fenômenos paranormais. O famoso general da Segunda Guerra Mundial, George Patton, era um forte crente na reencarnação, acreditando, entre outras coisas, ser uma reencarnação do general cartaginês Aníbal.
Nesse momento, a conscientização popular da ideia de reencarnação foi impulsionada através da disseminação pela Sociedade Teosófica de conceitos indianos sistematizados e universalizados e também pela influência de sociedades mágicas como A Aurora Dourada. Personalidades notáveis como Annie Besant, W. B. Yeats e Dion Fortune tornaram o assunto quase tão familiar um elemento da cultura popular do oeste quanto do leste. Em 1924, o assunto pôde ser satirizado em livros infantis populares. O humorista Don Marquis criou um gato fictício chamado Mehitabel, que alegava ser uma reencarnação da rainha Cleópatra.
Théodore Flournoy foi um dos primeiros a estudar uma reivindicação de recordação de vidas passadas no curso de sua investigação da médium Hélène Smith, publicada em 1900, na qual definiu a possibilidade de criptomnésia nesses relatos. Carl Gustav Jung, como Flournoy, com sede na Suíça, também o imitou em sua tese, com base em um estudo de criptomnésia no psiquismo. Mais tarde, Jung enfatizaria a importância da persistência da memória e do ego no estudo psicológico da reencarnação: "Este conceito de renascimento implica necessariamente a continuidade da personalidade... (que) é possível, pelo menos potencialmente, lembrar que viveu através de existências anteriores, e que essas existências eram próprias..." A hipnose, usada na psicanálise para recuperar memórias esquecidas, acabou sendo tentada como um meio de estudar o fenômeno da regressão de vidas passadas.

## Reencarnação e cristianismo

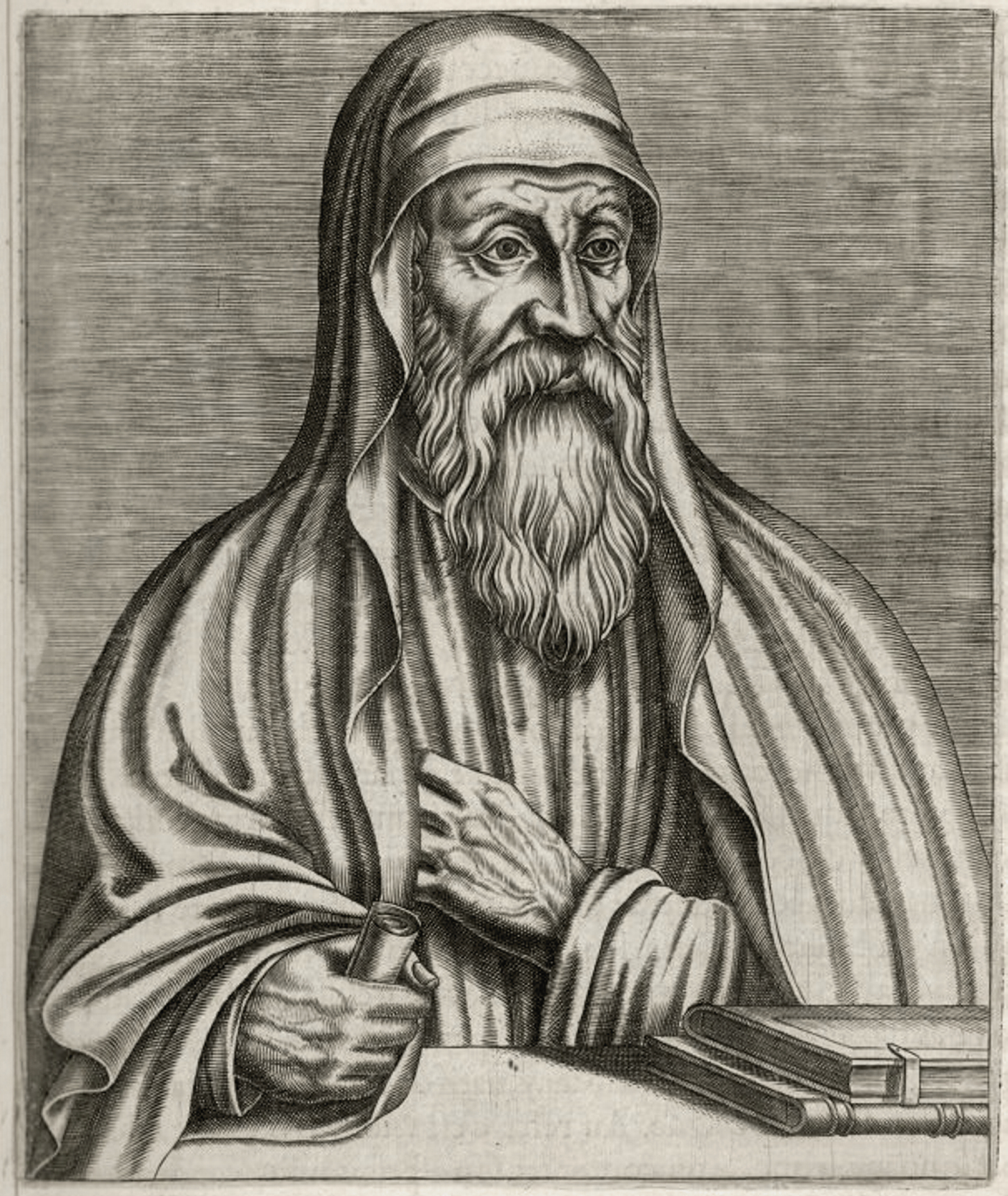
Segundo São Jerónimo e outros estudiosos, o padre da igreja Orígenes defendia a reencarnação.

Diversos estudiosos espíritas e espiritualistas defendem que, durante os seis primeiros séculos de nossa era, a reencarnação era um conceito admitido por muitos cristãos. De acordo com eles, numerosos Padres da Igreja ensinaram essa doutrina e apenas após o Segundo Concílio de Constantinopla (553) é que a reencarnação foi proscrita na prática da Igreja Católica, apesar de tal decisão não ter constado dos anais do concílio. Afirmam ainda que Orígenes (185-253 d.C.), que influenciou bastante a teologia cristã, defendeu a ideia da reencarnação, além dos escritos de Gregório de Níssa (um bispo da igreja cristã no século IV) entre outros. Entretanto, segundo os teólogos cristãos tais afirmativas carecem de fundamentação histórico-documental. Mas muitos  teólogos cristãos se opõem à teoria da reencarnação, como, também, à ideia de que ela era admitida pelos cristãos primitivos. Argumentam que não há referências na Bíblia, nem citações de outros Padres da Igreja, e que as próprias afirmações de Orígenes e de Gregório de Nisa aduzidas pelos estudiosos espíritas e de outras crenças espiritualistas, não são por aqueles citadas senão para as refutarem. O estudioso cristão Dan R. Schlesinger escreveu uma longa monografia a respeito desse tema e concluiu que Orígenes nunca defendeu a reencarnação. Por outro lado, com base na análise da atas conciliares do Concílio de Constantinopla, estudiosos e teólogos cristãos constatam que os que ali se reuniram sequer citaram a doutrina da reencarnação - fosse para a afirmar ou para a rejeitar. Contra a reencarnação, os teólogos cristãos ainda citam Hebreus 9:27, o episódio dos dois ladrões na cruz em Lucas 23:39–44, a parábola do rico e Lázaro e Jó 10:21. Estudiosos céticos, como Bart D. Ehrman, também rejeitam a hipótese de que os primeiros cristãos eram reencarnacionistas, embora não haja acordo a respeito de Orígenes. Ehrman afirma que as evidências de que o cristianismo primitivo era reencarnacionista são "escassas" e não acredita que algum concílio a tenha condenado.
Passagens do Novo Testamento, como Mateus 11:12–15, Mateus 16:13–17 e Mateus 17:10–13, Marcos 6:14–15, Lucas 9:7–9 e João 3:1–12 são citadas por  espíritas e muitos outros espiritualistas como evidência de que Jesus teria explicitamente anunciado a reencarnação. Em um desses textos, João 3, Jesus diz que é necessário nascer de novo para ver o reino de Deus. Em outros, ele declara que João Batista era o Elias que havia de vir. Outro texto frequentemente citado está em João 9, no qual Jesus cura um cego de nascença. Neste texto, os discípulos perguntam a Jesus se o cego que haviam acabado de encontrado havia pecado antes do nascimento para que nascesse cego, o que sugere uma crença em reencarnação.
Tanto a Igreja Católica como os protestantes em geral denunciam a crença na reencarnação como herética. Também explicam os textos bíblicos evocados em apoio à reencarnação em outros termos, como lavar regenerador do Espírito Santo; crença em pecados cometidos depois da concepção, mas antes do nascimento, ainda no ventre da mãe (pré-natais) e o pensamento dos judeus, que raciocinavam em termos de função, ao invés de ontologia, de modo que ao dizer que João Batista era Elias, estariam querendo dizer simplesmente que João Batista desempenhou o ministério profético e a função de Elias, mas não que eram o mesmo ser.
As Testemunhas de Jeová rejeitam a ideia de reencarnação. Ao contrário disso, as Testemunhas de Jeová creem no que a Bíblia ensina em «Há de haver uma ressurreição» (Atos 24:15). Elas acreditam que a alma humana não é imortal, mas sim mortal e destrutível. A morte como sendo o oposto da vida, isto é, a inexistência em contraste com a existência. Deus disse claramente que os mortos voltariam para o lugar de onde vieram — o pó da terra: «Dele foste tomado. Porque tu és pó e ao pó voltarás» (Gênesis 3:19). Assim, as Testemunhas de Jeová acreditam e ensinam que os mortos estão num estado de inexistência e que a mesma pessoa voltará a viver, não no mundo como está hoje, mas num mundo purificado por Deus, numa sociedade realmente justa, no futuro, aqui mesmo na Terra e receberão a vida eterna como humanos perfeitos.
O cristianismo esotérico, por outro lado, admite e endossa abertamente a reencarnação - que é, inclusive, um dos pilares de sua doutrina. Também foi ensinada por alguns grupos gnósticos, como a escola de Basílides. As teses reencarnacionistas, portanto, independentemente de serem corretas ou não, não encontram apoio na tradição judaico-cristã, cuja ortodoxia doutrinária as considera, na verdade, importações de outras tradições, tal como o hinduísmo e o budismo. O historiador e cientista da religião Jeffrey Burton Russell conclui que a reencarnação é incompatível com a cosmovisão cristã.
Existem provas históricas de que a doutrina da reencarnação contava com adeptos no judaísmo, embora somente após escrita do Talmud - não há referências a ela neste livro, tampouco se conhecem alusões em escrituras prévias. A ideia da reencarnação, chamada gilgul, tornou-se comum na crença popular, como pode ser constatado na literatura iídiche entre os judeus asquenazes. Entre poucos cabalistas, prosperou a crença de que algumas almas humanas poderiam reencarnar em corpos não-humanos. Essas ideias foram encontradas em diversas obras cabalísticas do século XIII, assim como entre muitos escritos místicos do século XVI. A coleção de histórias de Martin Buber sobre a vida de Baal Shem Tov inclui várias que se referem a pessoas reencarnando em sucessivas vidas.

## Drusismo
A reencarnação é um princípio primordial na fé drusa. Existe uma dualidade eterna do corpo e da alma e é impossível que a alma exista sem o corpo. Portanto, reencarnações ocorrem instantaneamente na morte de alguém. Enquanto no sistema de crenças hindu e budista uma alma pode ser transmitida a qualquer criatura viva, no sistema de crenças drusa isso não é possível e uma alma humana só será transferida para um corpo humano. Além disso, as almas não podem ser divididas em partes diferentes ou separadas e o número de almas existentes é finito.
Poucos drusos são capazes de recordar seu passado, mas, se são capazes, são chamados de Nateq. Normalmente, as almas que morreram de mortes violentas em sua encarnação anterior poderão recordar memórias. Como a morte é vista como um estado transitório rápido, o luto é desencorajado. Ao contrário de outras crenças abraâmicas, o céu e o inferno são espirituais. O céu é a felicidade máxima recebida quando a alma escapa do ciclo de renascimentos e se reúne com o Criador, enquanto o inferno é conceituado como a amargura de não poder se reunir com o Criador e escapar do ciclo de renascimento.

## Judaísmo
A doutrina da reencarnação no Judaísmo (Guilgul) teve uma evolução complexa. Inicialmente estranha à tradição judaica, ela começou a surgir no século VIII, possivelmente influenciada por místicos muçulmanos, ganhando aceitação entre os caraítas e dissidentes judeus. Foi mencionada pela primeira vez na literatura judaica por Saadia, que a criticou. Contudo, foi uma crença minoritária, enfrentando pouca resistência até a expansão da Cabala no século XII. O "Livro do Brilho" (Sefer ha-bahir) desse período introduziu conceitos como a transmigração das almas, fortalecendo a base da Cabala com simbolismo místico.
A ideia da reencarnação encontrou terreno mais significativo nos círculos cabalísticos da Provença e Espanha. No entanto, a reencarnação não era uma ideia presente na Bíblia ou no Talmude.
Apesar de não ser amplamente aceita no judaísmo ortodoxo, a doutrina da reencarnação atraiu alguns judeus modernos envolvidos no misticismo. O judaísmo hassídico e seguidores da Cabala mantiveram firmeza na crença na transmigração das almas, enquanto outros ramos do judaísmo, como o reformista, conservador e ortodoxo, não a ensinam.
O renascimento místico do século XVI na Safed comunal marcou um desenvolvimento importante no pensamento cabalístico, com um impacto significativo nos círculos místicos e na espiritualidade judaica. Foi também a época em que a Cabala foi mais amplamente disseminada. Referências a gilgul na antiga Cabala tornaram-se sistematizadas como parte do propósito metafísico da criação. Isaac Luria (o Ari) trouxe a questão ao centro de sua nova articulação mística, pela primeira vez, e defendeu a identificação das reencarnações de figuras judaicas históricas que foram compiladas por Haim Vital em seu Shaar HaGilgulim. Gilgul é contrastado com os outros processos da Cabala de Ibbur ("gravidez"), a ligação de uma segunda alma a um indivíduo para (ou por) bons meios, e Dybuk ("possessão"), o apego de um espírito, demônio etc. para um indivíduo para (ou por) "mau" significa.
Na Cabalá Luriânica, a reencarnação não é retributiva ou fatalista, mas uma expressão da compaixão Divina, o microcosmo da doutrina da retificação cósmica da criação. Gilgul é um acordo celestial com a alma individual, condicionado às circunstâncias. O sistema radical de Luria focou na retificação da alma Divina, exercida através da Criação. A verdadeira essência de qualquer coisa é a centelha divina que lhe dá existência. Até uma pedra ou folha possui uma alma que "veio a este mundo para receber uma retificação". Uma alma humana pode ocasionalmente ser exilada em criações inanimadas, vegetativas ou animais inferiores. O componente mais básico da alma, o nefesh, deve deixar na cessação da produção de sangue. Existem quatro outros componentes da alma e diferentes nações do mundo possuem diferentes formas de alma com diferentes propósitos. Cada alma judaica é reencarnada para cumprir cada um dos 613 mandamentos mosaicos que elevam uma centelha particular de santidade associada a cada mandamento. Uma vez que todas as Centelhas são resgatadas para sua fonte espiritual, a Era Messiânica começa. A observância não judaica das 7 leis de Noé ajuda o povo judeu, embora os adversários bíblicos de Israel reencarnem para se opor.
Entre os muitos rabinos cabalistas que aceitaram a reencarnação estão Nahmanides (o Ramban) e Rabbenu Bahya ben Asher, Levi ibn Habib (o Ralbah), Shelomoh Alkabez, Moisés Cordovero, Moses Chaim Luzzatto; mestres chassídicos iniciais como Baal Shem Tov, Schneur Zalman de Liadi e Nachman de Breslov, bem como praticamente todos os mestres chassídicos posteriores; professores chassídicos contemporâneos como DovBer Pinson, Moshe Weinberger e Joel Landau; e principais líderes mitnagdicos, como Vilna Gaon e Chaim Volozhin e suas escolas, assim como o rabino Shalom Sharabi (conhecido no RaShaSH), o Ben Ish Chai de Bagdá e o Baba Sali. Rabinos que rejeitaram a ideia incluem Saadia Gaon, David Kimhi, Hasdai Crescas, Joseph Albo, Abraham ibn Daud, Leon de Modena, Salomão ben Aderet, Maimonides e Asher ben Jehiel. Entre os Geonim, Hai Gaon argumentou a favor das gilgulim.

## Islamismo
A transmigração da alma entre diferentes corpos após a morte não é aceita pela doutrina ortodoxa do islamismo. O Alcorão não faz referência à reencarnação e enfatiza o conceito de uma vida única seguida pelo julgamento final (Qiyama). Nas passagens 2:62, 5:69 e 22:17, é dito que apenas aqueles que acreditam em Deus e no Dia do Juízo não terão nada a temer, reafirmando a rejeição islâmica à reencarnação e promovendo a crença em uma ressurreição futura.
Apesar disso, muçulmanos ortodoxos, principalmente, na Índia e Indonésia, aceitaram o ensino da reencarnação (em árabe: tanasukh) decorrente da crença amplamente difundida nele em tempos pré-islâmicos. Historicamente, os ismaelitas do sul da Ásia realizavam rituais anuais de perdão pelos pecados de vidas passadas. Também foi ensinada pelos mutazilitas.
No entanto, os califas islâmicos, particularmente durante os primeiros séculos da expansão muçulmana, reprimiram fortemente o maniqueísmo as crenças que promoviam a reencarnação, extinguindo essas tradições em territórios sob domínio islâmico. Em contraste, as religiões abraâmicas, como o judaísmo e o cristianismo, foram geralmente toleradas, dado que também rejeitam a reencarnação.
Mesmo com essa perseguição, em algumas culturas islâmicas, a ideia de reencarnação influenciada por crenças pré-islâmicas persistiu. Alguns grupos sufis e seitas como os Ahl-e Haqq e os alauítas, aceitaram a reencarnação como parte de suas crenças. Alguns sufis, por exemplo, interpretam alegoricamente certos trechos do Alcorão e incorporam elementos de filosofias esotéricas islâmicas. O poeta sufi Rumi teria expressado um conceito de reencarnação em seus escritos. Rashid al-Din Sinan, um teólogo ismaelita, subscreveu claramente a doutrina.
Entre os xiitas, grupos como os Ghulāt atribuíram características divinas a seus líderes e incorporaram a transmigração de almas como parte de suas doutrinas.
Os alauítas e os alevitas, dois grupos com interpretações esotéricas do Islã, mantêm a crença na reencarnação como parte central de suas doutrinas. Os alauítas combinam essa crença com uma visão alegórica do Alcorão e práticas inspiradas no cristianismo, como o uso de vinho consagrado em rituais. Já os alevitas consideram todas as criaturas como parte de Deus e rejeitam o conceito de recompensa e punição após a morte, vendo a vida como um ciclo contínuo de renascimentos.
Assim, enquanto a reencarnação é amplamente rejeitada pelos principais ramos do Islamismo, permanece como uma característica distintiva em algumas tradições místicas e minoritárias dentro do Islã.

## Nações nativas americanas
A reencarnação é uma parte intrínseca de algumas tradições nativas norte americanas e inuit. No agora fortemente cristão polo norte (agora principalmente partes da Groenlândia e Nunavut), o conceito de reencarnação está consagrado na língua inuit. Alguns casos atribuídos por nativos americanos foram relatados por Ian Stevenson no livro Vinte Casos Sugestivos de Reencarnação.
A seguir, é apresentada uma história de reencarnação de homem para homem, contada por Thunder Cloud, um xamã de Winnebago (tribo Ho-Chunk) conhecido como T. C. na narrativa. Aqui T. C. fala sobre suas duas vidas anteriores e como ele morreu e voltou a sua terceira vida. Ele descreve seu tempo entre vidas, quando foi “abençoado” pelo Criador da Terra e por todos os espíritos permanentes e recebeu poderes especiais, incluindo a capacidade de curar os doentes.

O relato de T. C. de suas duas reencarnações:
Eu (meu fantasma) fui levado para o local onde o sol se põe (a oeste). ... Enquanto estava naquele lugar, pensei em voltar à terra novamente, e o velho com quem eu estava hospedado me disse: "Meu filho, você não falou em querer voltar à terra?" de fato, só pensara nisso, mas sabia o que eu queria. Então ele me disse: “Você pode ir, mas deve perguntar primeiro ao chefe.” Então eu fui e contei ao chefe da vila o meu desejo, e ele me disse: “Você pode ir e se vingar do pessoas que mataram você e seus parentes. ”Então fui trazido à terra. ... Lá eu vivi até morrer de velhice. ... Enquanto eu estava deitado [no meu túmulo], alguém me disse: “Venha, vamos embora.” Então fomos em direção ao pôr do sol. Lá chegamos a uma vila onde encontramos todos os mortos. ... Daquele lugar eu vim a esta terra novamente pela terceira vez, e aqui estou eu. (Radin, 1923)

## Religião iorubá

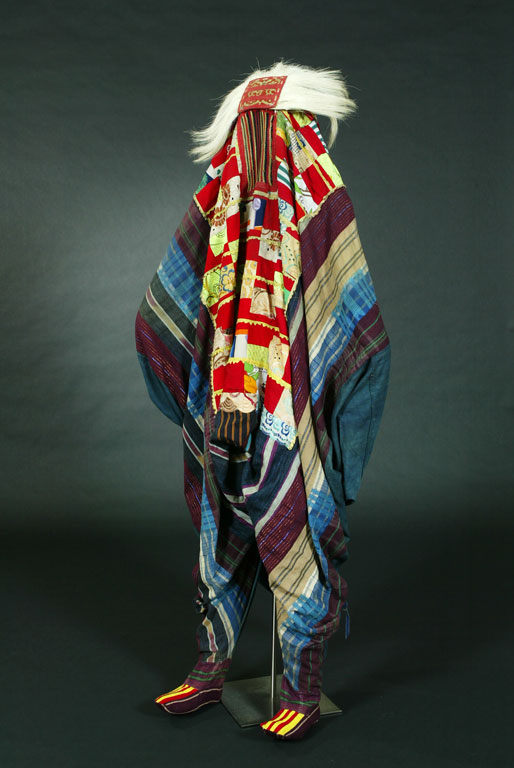
Uma peça de dança mascarada Egungum na coleção permanente do The Children’s Museum of Indianapolis

Os iorubás acreditam na reencarnação dentro da família. Os nomes Babatunde (o pai retorna), Yetunde (a mãe retorna), Babatunji (o pai acorda mais uma vez) e Sotunde (o sábio retorna) oferecem evidências vívidas do conceito Ifa de renascimento familiar ou linear. Não há garantia simples de que seu avô ou tio-avô "volte" no nascimento de seu filho.
Sempre que chega o momento de um espírito retornar à Terra (também conhecido como O Mercado) através da concepção de uma nova vida na linhagem direta da família, uma das entidades componentes do ser de uma pessoa retorna, enquanto a outra permanece no Céu (Icolê Orum). O espírito que retorna o faz na forma de um Guardião Ori. O Guardião Ori, que é representado e contido na coroa da cabeça, representa não apenas o espírito e a energia do parente anterior do sangue, mas também a sabedoria acumulada que ele adquiriu através de uma infinidade de vidas. Isso não deve ser confundido com o Ori espiritual, que contém o destino pessoal, mas refere-se ao retorno ao mercado do Ori de sangue pessoal através da nova vida e experiências.[carece de fontes?]

## Espiritismo
No século XIX, o francês Hippolyte Leon Denizard Rivail – ou Allan Kardec – e outros estudiosos dedicaram-se a um tema 
então em voga na Europa: os fenômenos das mesas giratórias, em que os sensitivos alegavam que espíritos se manifestavam com o mundo dos vivos. Kardec escreveu uma série de livros sobre as experiências mediúnicas que observou e, tendo como base a ideia da reencarnação, fundou a doutrina espírita. Para os espíritas, reencarnação é um ponto pacífico. Mas muitos deles preferem dar crédito a relatos embasados no cientificismo.
Os espíritas tem uma interpretação própria dos termos "metempsicose" e "reencarnação", com o primeiro se referindo ao retorno do espíritos em formas vegetais ou animais, e o segundo se referindo apenas à volta do espírito em formas humanas. Por isso os espíritas usam apenas o termo "reencarnação" para se referir às suas próprias crenças.
O espiritismo é grande divulgador da doutrina da reencarnação no Brasil e na maioria dos países ocidentais, defendendo que a reencarnação é um processo obrigatório até o espírito não precisar mais reencarnar e isso se dá quando ele se torna um espírito puro. A reencarnação é uma oportunidade para o espírito se aperfeiçoar, intelectualmente, através do trabalho e estudo, e moralmente, através do amor ao próximo, ou seja, caridade. Assim, ela é vista como uma bênção pelo espírito, pois é uma oportunidade de progresso. Além de trabalhar para o seu desenvolvimento, o espírito quando reencarna, também vêm expiar faltas que cometeu em encarnações anteriores. Por exemplo, um assassino em série poderá reencarnar sem os braços e sem as pernas, para que aprenda a amar mais o seu próximo, pois nessa condição precisaria constantemente dos outros; ou por exemplo, uma mãe que menosprezou seu filho, poderia reencarnar em uma família que a menosprezasse, compelindo-a a repensar seus atos. Cada reencarnação é minuciosamente planejada pelos espíritos superiores, para dar a máxima oportunidade do espírito reencarnante de se desenvolver, e obter o máximo de proveito de sua encarnação.
Para o espiritismo, a reencarnação é uma prova da justiça de Deus, que dá inúmeras oportunidades para o espírito se aperfeiçoar, em vez de mandá-lo para o céu, ou o inferno eterno porque simplesmente nasceu em uma família que não lhe deu a educação adequada. Segundo essa mesma doutrina, se o espírito se entrega à corrupção dos valores ético-morais, ele terá "incontáveis" oportunidades de se aperfeiçoar, angariando parte das consequências funestas, pelos crimes que cometeu, para suas próximas reencarnações.

## Reencarnação e metempsicose
Segundo a doutrina espírita, a transmigração das almas ou metempsicose é uma interpretação da reencarnação, seguida por alguns adeptos de ensinamentos orientais, que propõe que o homem pode reencarnar de modo não-progressivo em animais, plantas ou minerais. Esse conceito é muitas vezes entendido literalmente, mas muitas tradições orientais entendem esse conceito miticamente, ou seja, significa que quem vive de forma primitiva, satisfazendo apenas seus desejos primitivos pode estar em uma reencarnação como animal mesmo em uma forma e corpo humano.
O espiritismo não coloca a metempsicose como uma forma possível de reencarnação. Para o espiritismo, as reencarnações levam sempre à evolução: o ser parte dos estados mais materiais (mineral, vegetal e animal) para se tornar consciente de seu caminho no estado humano ou hominal; daí, se entrega ao saber, à moral e à verdade, conquistando estados mais imateriais e puros (angelicais). Essa sequência pode se realizar em mais ou menos tempo, em mundos diferentes e em estados vitais diferenciados, de acordo com o mundo.

## Reencarnação e ciência
A crença na sobrevivência da consciência após a morte é comum e tem-se mantido por toda a história da humanidade. Quase todas as civilizações na história tem tido um sistema de crença relativo à vida após a morte. Cientificamente, entretanto, inexiste qualquer fato que prove ou refute a hipótese.[carece de fontes?]
As investigações científicas sobre a reencarnação acontecem de forma relativamente ampla desde os anos 60 e constituem um ramo da pseudociência da parapsicologia.
Apesar de muitas pesquisas concluírem resultados favoráveis à reencarnação, até o momento não se conhece nenhum processo físico testável pelo qual uma personalidade pudesse sobreviver à morte e se deslocar para outro corpo. De modo que cientistas defensores da teoria reencarnacionista, como Ian Stevenson, Jim Tucker, Erlendur Haraldsson e Brian Weiss, reconhecem tal limitação e atribuem a possível existência de tais fenômenos a processos até o momento não provados através do método científico[carece de fontes?].
A ciência, em geral, não se presta a provar ou não a reencarnação. Isto porque o aspecto subjetivo que sustenta as ideias da reencarnação dificulta eventuais demonstrações científicas, fazendo tais ideias aportarem então no âmbito da fé e da crença, o que não significa necessariamente qualquer falta de mérito de qualquer uma delas, senão que se limitam ao campo da fé e da experiência individual. Por mais evidentes que possam parecer determinados relatos, cientificamente, sob os atuais domínios do conhecimento científico estrito, não estão provados.[carece de fontes?] O próprio Ian Stevenson reconheceu limitações em sua metodologia e afirmou que suas pesquisas puramente "sugerem" reencarnação, mas não a "provam". Jim Tucker também afirmou algo parecido.

### Experiências de quase morte
Vários pesquisadores argumentam que as as experiências de quase-morte tendem a aumentar a crença na reencarnação.
Até por volta da década de 60, a EQM costumava ser considerada pela ciência estrita como um assunto vulgar, fruto de lendas, crendice popular ou religiosidade. No entanto, na década de 1970, pesquisas como a do doutor Raymond Moody e a da doutora Elisabeth Kübler-Ross, principalmente após a publicação dos best-sellers Vida Depois da Vida e Sobre a Morte e o Morrer, respectivamente, levaram ao início de uma corrente de pesquisas em todo o mundo sobre o fenômeno. Mesmo com tanto interesse e a presença de numerosos relatos anedóticos, ainda não há qualquer comprovação científica sobre a realidade das experiências de quase-morte. Entre os cientistas que pesquisam o assunto, há os que interpretam as experiências como reações do cérebro (visão monista) e há os que interpretam tais experiências como prova ou evidência de que a consciência não é produzida pelo cérebro (posição dualista); e de que existe vida após a morte.[carece de fontes?]
Muitos pesquisadores, como a psicóloga Susan Blackmore e o anestesiologista Lakhmir Chawla, acreditam na teoria de que as EQMs são alucinações complexas causadas pela falta de oxigênio no cérebro durante a etapa final do processo de morte. No entanto, muitos outros pesquisadores, como os psiquiatras Raymond Moody e Bruce Greyson, discordam das teorias materialistas e defendem teorias que interpretam as experiências como evidências de que a consciência do ser humano existe independentemente do cérebro, argumentando principalmente que muitas pessoas demonstram percepções extrassensoriais com precisão em seus relatos de EQM (como por exemplo o famoso caso de EQM da cantora Pam Reynolds) e que não há sinais de funções mentais prejudicadas nas situações clínicas em que as EQMs ocorrem.

### Pesquisas sobre o fenômeno
Entre as tentativas de dar uma base científica a essa crença, destaca-se a pesquisa do falecido professor de psiquiatria canadense da Universidade de Virginia Ian Stevenson, desde os anos 1960, com dados de mais de 3000 casos investigados que sustentariam a reencarnação. Segundo os dados levantados pelo Dr. Stevenson, os relatos de vidas passadas surgem geralmente aos dois anos de idade, desaparecendo com o desenvolvimento do cérebro. Uma constante aparece na proximidade familiar, embora haja casos sem nenhum relacionamento étnico ou cultural. Mortes na infância, de forma violenta, aparentam ser mais relatadas. A repressão para proteger a criança ou a ignorância do assunto faz com que sinais que indiquem um caso suspeito normalmente sejam esquecidos ou escondidos. Influências comportamentais como fragmentos de algum idioma, fobias, depressões, talentos precoces (como em crianças prodígio), gostos diferentes dos meios em que se habita, etc, podem surgir, porém a associação peremptória desses fenômenos com encarnações passadas continua a carecer de fundamentação científica consistente. Dentre os trabalhos desenvolvidos por Dr. Stevenson sobre a reencarnação, destacam-se as obras Vinte Casos Sugestivos de Reencarnação e "Reencarnação e Biologia: Uma Contribuição à Etiologia das Marcas de Nascença e Defeitos de Nascença". O médico psiquiatra Jim Tucker continua o trabalho de Stevenson relacionado ao tema.
Incentivado por Stevenson nos anos 80 a iniciar uma pesquisa sobre reencarnação, o psicólogo e parapsicólogo Erlendur Haraldsson também produziu vários estudos notórios favoráveis ao tema em diferentes países.
Um outro grande pesquisador e defensor da reencarnação foi o engenheiro e parapsicólogo Hernani Guimarães Andrade, como pode ser constatado por exemplo em seus livros "Reencarnação no Brasil" (1988) e "Renasceu por Amor" (1995). Inclusive, os arquivos de Ian Stevenson sobre reencarnação abrigam casos brasileiros estudados inicialmente pelo Instituto Brasileiro de Pesquisas Psicobiofísicas (IBPP), fundado por Andrade.
O astrônomo e astrobiólogo Carl Sagan, em seu penúltimo livro, escreveu: “No momento em que escrevo, há três reivindicações no campo (paranormal) que, na minha opinião, merecem um estudo sério”, o terceiro sendo “que crianças pequenas às vezes relatam detalhes de uma vida anterior que, após a verificação, se mostram precisos e que elas não poderiam ter esse conhecimento de nenhum outro modo que não pela reencarnação”.
Note-se que ao relacionar o perispírito com os relatos de crença de que o corpo físico de alguém apresentaria marcas "explicáveis" por acontecimentos ocorridos em vidas passadas, veremos que os casos relatados representam fielmente a Doutrina Espírita sistematizada pelo educador Allan Kardec.[carece de fontes?]

#### Críticas
Há céticos que criticam tais estudos de casos, por melhor descritos que sejam, alegando que são evidências anedóticas coletadas retrospectivamente de modo que não eliminam a possibilidade de fraude. De fato, normalmente não há muito controle contra a fraude, porém os reencarnacionistas apontam que existem características típicas de tais casos que seriam difíceis de serem fraudadas, tais como os defeitos e as marcas de nascimento, e as fobias demonstradas pelas crianças. No entanto, tais casos são descritos retrospectivamente - uma fobia específica, determinada marca de nascença ou preferências pessoais, são explicadas encontrando-se relatos de pessoas que morreram de determinada forma, tiveram algum tipo de lesão ou tinham determinadas preferências. Como qualquer fobia pode ser relacionada a alguma pessoa que já apresentou morte pelo objeto da mesma, não há nenhum local do corpo onde se possa ter uma marca de nascença que alguém não tenha se ferido e preferências pessoais não são exclusivas, para eles, tais relatos não teriam grande valor científico.[carece de fontes?]
Tais céticos são contestados pelos estudiosos da reencarnação sob o argumento de que "relato de casos anedóticos" não é a mesma coisa que "estudo de casos". E simples "estudo de casos" não é a mesma coisa que "estudo de casos com tentativa de controle de variáveis envolvidas" e "tentativa de avaliação quantitativa". Os estudos CORT (Cases of Reincarnation Type – Casos do Tipo Reencarnação) não estariam incluídos na primeira categoria (que é a mais fraca), nem na segunda (de força mediana). Eles fariam parte do terceiro grupo, que possui força bem superior: "estudo de casos com tentativa de controle de variáveis envolvidas e tentativa de avaliação quantitativa.[carece de fontes?]
Recentemente, o cético Richard Wiseman tentou reproduzir as demais características dos CORTs por meios normais, sem sucesso.[carece de fontes?] Nas palavras do pesquisador Jim B. Tucker, o estudo de Wiseman "demonstra que coincidência fracassa em explicar partes importantes dos casos, embora sua intenção tenha sido mostrar o oposto". Tucker considera também que tal estudo demonstra que a fraude não pode ser aplicada aos casos resolvidos com registros escritos antes das verificações. Além disso, já foi possível fazer testes controlados numa minoria desses casos. Tucker cita dois desses casos no seu livro Life Before Life (2005): o de Gnanatilleka Baddewithana e o de Ma Choe Hnin Htet, e argumenta que tais casos enterrariam de vez as críticas dos céticos de que a fraude ou a coincidência seriam explicações razoáveis para os CORTs.[carece de fontes?]
Alguns críticos também argumentaram que casos de reencarnação não são particularmente interessantes por causa da possibilidade que eles podem ter sido embelezados quando a família da criança entra em contato com a família da personalidade prévia antes da documentação das memórias de renascimento da criança ter sido feita, aumentando a possibilidade que o câmbio de informação entre as duas famílias possa ser o responsável para as memórias detalhadas da criança, e não reencarnação (por fraude e/ou falsas memórias). Esta hipótese, embora plausível em alguns casos, foi rejeitada pelo outro avanço principal na pesquisa de reencarnação, o de localizar casos em que documentação é feita antes de tentar achar a família da personalidade prévia, o que não impede necessariamente fraudes ou simples coincidências. Embora seu número seja pequeno, tais casos parecem fornecer um argumento mais forte a favor da reencarnação. O Dr. Stevenson (1974) foi um dos primeiros a localizar casos como estes, e outros independentemente foram encontrados por Mills, Haraldsson, e Keil (1994), e mais recentemente por Keil e Tucker (2005).[carece de fontes?]
O filósofo cético Paul Edwards criticou pesquisas sobre a reencarnação, apontando supostos erros metodológicos nelas. Críticos de outras religiões apontaram que os casos estudados seriam melhor explicados por outras hipóteses, como a possessão, e que os argumentos usados para descartar tais explicações alternativas são insuficientes.

## Livros notáveis
- Currie, Ian. A morte não existe: um século de pesquisas e descobertas sobre a morte
- Doore, Gary (Org.) e diversos autores. Vida depois da morte - A ciência na fronteira do mistério
- Heindel, Max. Conceito Rosacruz do Cosmos  (Renascimento e a Lei de Consequência) e Os Mistérios Rosacruzes (O Problema da Vida e a sua Solução)
- Moody, Raymond. Vida Depois da Vida
- Kardec, Allan. Obras básicas do Espiritismo
- Myers, Joseph R. Edward Bellamy Writes Again
- Stevenson, Ian. Vinte Casos Sugestivos de Reencarnação e outros livros.
- Tucker, Jim. Vida Antes da Vida
- Weiss, Brian L. Muitas Vidas, Muitos Mestres